# Hans G. Klemm

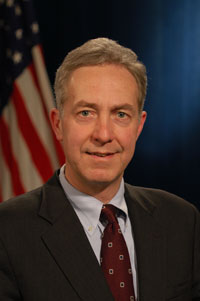
Hans G. Klemm

Hans G. Klemm (* 1958 in Dearborn, Michigan, Vereinigte Staaten) ist ein US-amerikanischer Diplomat.

## Werdegang

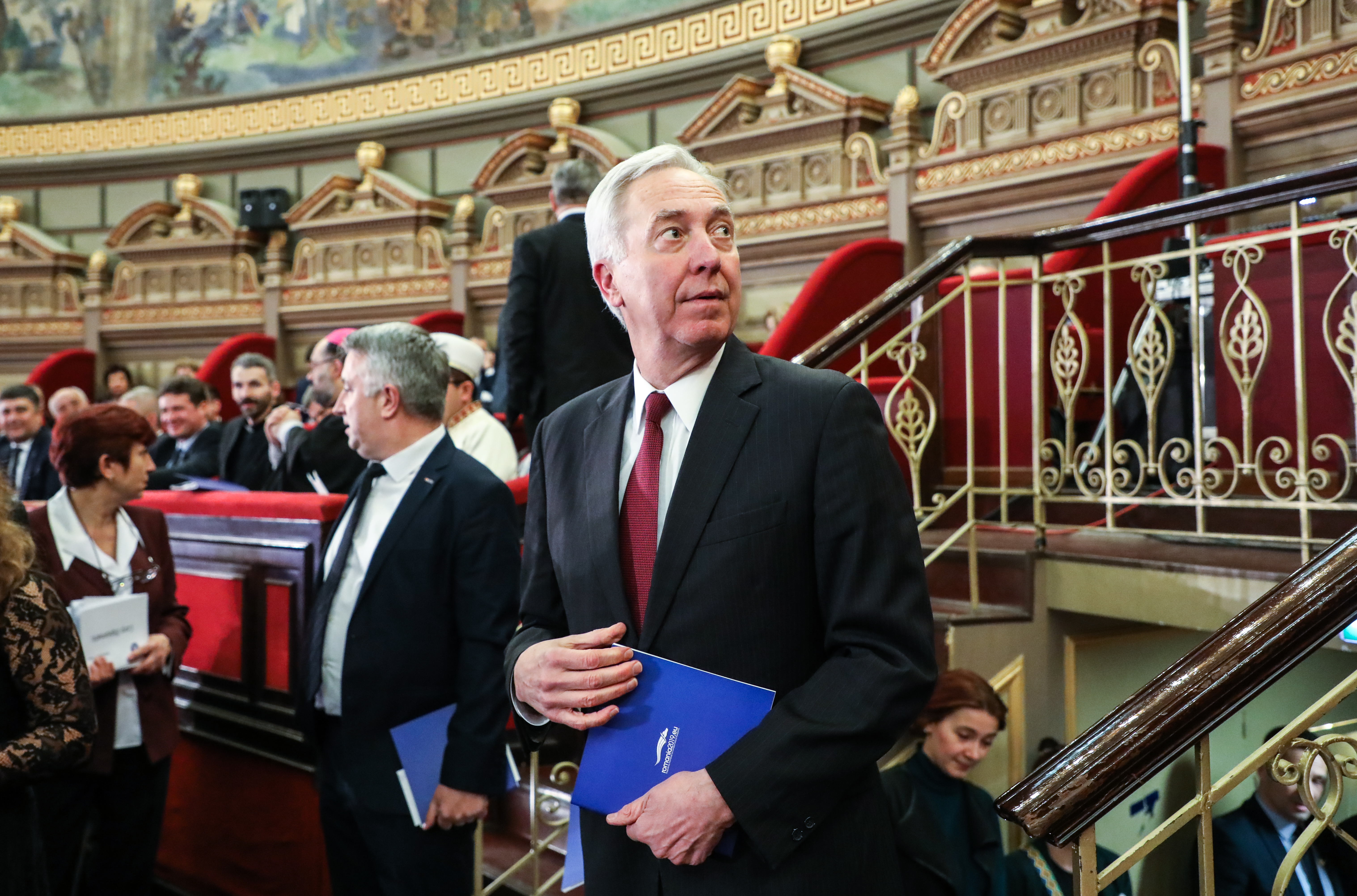
Klemm in Rumänien (2019)

Klemm erhielt an der Indiana University 1980 einen Bachelor in Geschichte und Wirtschaft. Im Jahr darauf trat er dem Auswärtigen Dienst bei. Dort arbeitete er auf verschiedenen Positionen in Port of Spain (Trinidad und Tobago), Bonn und Seoul. Dann pausierte er sein Berufsleben, um in Stanford zu studieren. Hier erhielt er 1996 einen Master of Arts in Internationaler Entwicklungspolitik.
Zurück im State Department arbeitete Klemm ab 2000 als stellvertretender Direktor des Office of European Union and Regional Affairs im Bureau of European and Eurasian Affairs. 2001 wurde er Direktor des Office of Agriculture, Biotechnology, and Textile Trade Affairs im Bureau of Economic and Business Affairs. 2003 setzte Klemm nochmals aus, um das Senior Seminar am Foreign Service Institute zu absolvieren. 2004 kehrte er zurück als stellvertretender Direktor und später Direktor des Office of Career Development im Bureau of Human Resources.
2006 wurde Klemm Gesandter-Botschaftsrat an der US-Botschaft in Tokio. Im Jahr darauf wurde er zum neuen Botschafter in Osttimor ernannt. Ab dem 12. Juni absolvierte er dort seinen Dienst bis zum 25. Mai 2010. Im Juli darauf ging Klemm als Senior Coordinator für Rechtsstaatlichkeit und Strafverfolgung an die Botschaft in Kabul. 2012 kehrte er in die Vereinigten Staaten zurück und wurde Senior Coordinator für das Asia-Pacific Economic Cooperation Forum im Bureau of East Asian and Pacific Affairs. Im Juli wurde Klemm zum ersten stellvertretenden Assistant Secretary of State im Bureau of Human Resources ernannt. Dort war er zeitweise geschäftsführender Generaldirektor des Auswärtigen Dienstes. Am 25. März 2015 wurde Klemm zum Botschafter der Vereinigten Staaten in Rumänien ernannt. Seine Akkreditierung gab er bei Rumäniens Präsident Klaus Johannis am 21. September 2015 ab.

## Sonstiges
Neben seiner Muttersprache Englisch spricht Klemm Japanisch und Deutsch.